# Aedia ramburii
Aedia ramburii là một loài bướm đêm trong họ Erebidae.